# Erhvervsøkonom
Erhvervsøkonom (MDM) er betegnelsen for en mindst 6 årig videregående certificeret erhvervsuddannelse med dokumenteret erhvervsfaglig kompetence på højt eller højeste virksomhedsniveau.
Certificeringsordningen blev etableret af Dansk Merkonomforening i 1986. Den engelske betegnelse er Certified Business Economist (CBEcon). 
De certificerede personer har fx stillingsbetegnelser som selvstændigt erhvervsdrivende, virksomhedsledere, fagdirektører, virksomhedskonsulenter, ejendomsmæglere og investeringsrådgivere bredt taget. 